# PlayStation Camera

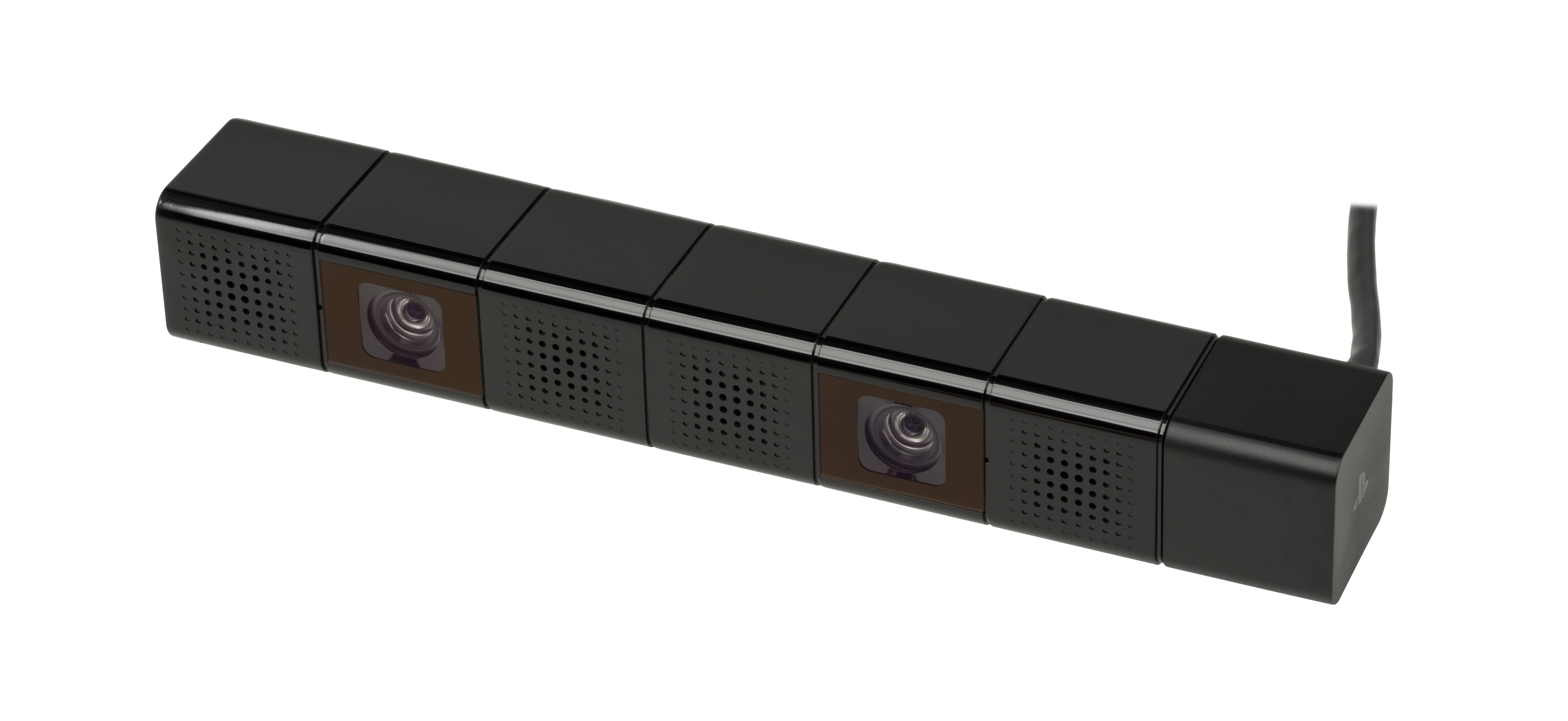
PlayStation Camera

De PlayStation Camera is een optionele bewegingssensor accessoire voor de PlayStation 4. Er zitten twee 1280x800-camera's ingebouwd. De lenzen hebben een formaat van f/2.0, met een focusafstand van 30 cm en een gezichtsveld van 85 graden. Dankzij het gebruik van twee camera's kan de diepte van een object worden ingeschat in het gezichtsveld van de PlayStation Camera, zoals bij de Microsoft Kinect ook het geval is. Ook kan een enkele camera worden gebruikt om het videobeeld vast te leggen, terwijl de andere camera de bewegingen waarneemt. Dit is volledig afhankelijk van de applicatie waar de PlayStation Camera voor wordt gebruikt.
Er zit een vier-kanaalsmicrofoon ingebouwd in de PlayStation Camera, die ervoor zorgt dat ongewenste achtergrondgeluiden worden gefilterd. De speler kan er mogelijk ook commando's mee inspreken tijdens een spel. De afmetingen van de PlayStation Camera zijn 186 × 27 × 27 mm, met een gewicht van 183 gram. Video's worden opgenomen in RAW- en YUV-bestanden. De PlayStation Camera kan worden aangesloten via de AUX-poort op de PlayStation 4.

## Spellen voor de PlayStation Camera
Enkele PlayStation 4 spellen met camera functionaliteit, waarvan sommige niet specifiek voor de PlayStation Camera zijn ontwikkeld.
- 2013
  - Just Dance 2014
  - The Playroom
- 2014
  - Alien: Isolation
  - Angry Birds Star Wars
  - Just Dance 2015
  - LittleBigPlanet 3
  - FIFA 15
  - NBA 2K15
  - Rabbids Invasion: The Interactive TV Show
  - Surgeon Simulator
  - War Thunder
  - Singstar
- 2015
  - Omega Quintet
  - Commander Cherry's Puzzled Journey
  - Until Dawn
  - Just Dance 2016
  - FIFA 16
  - Tearaway Unfolded
  - NBA 2K16